# Штрукли

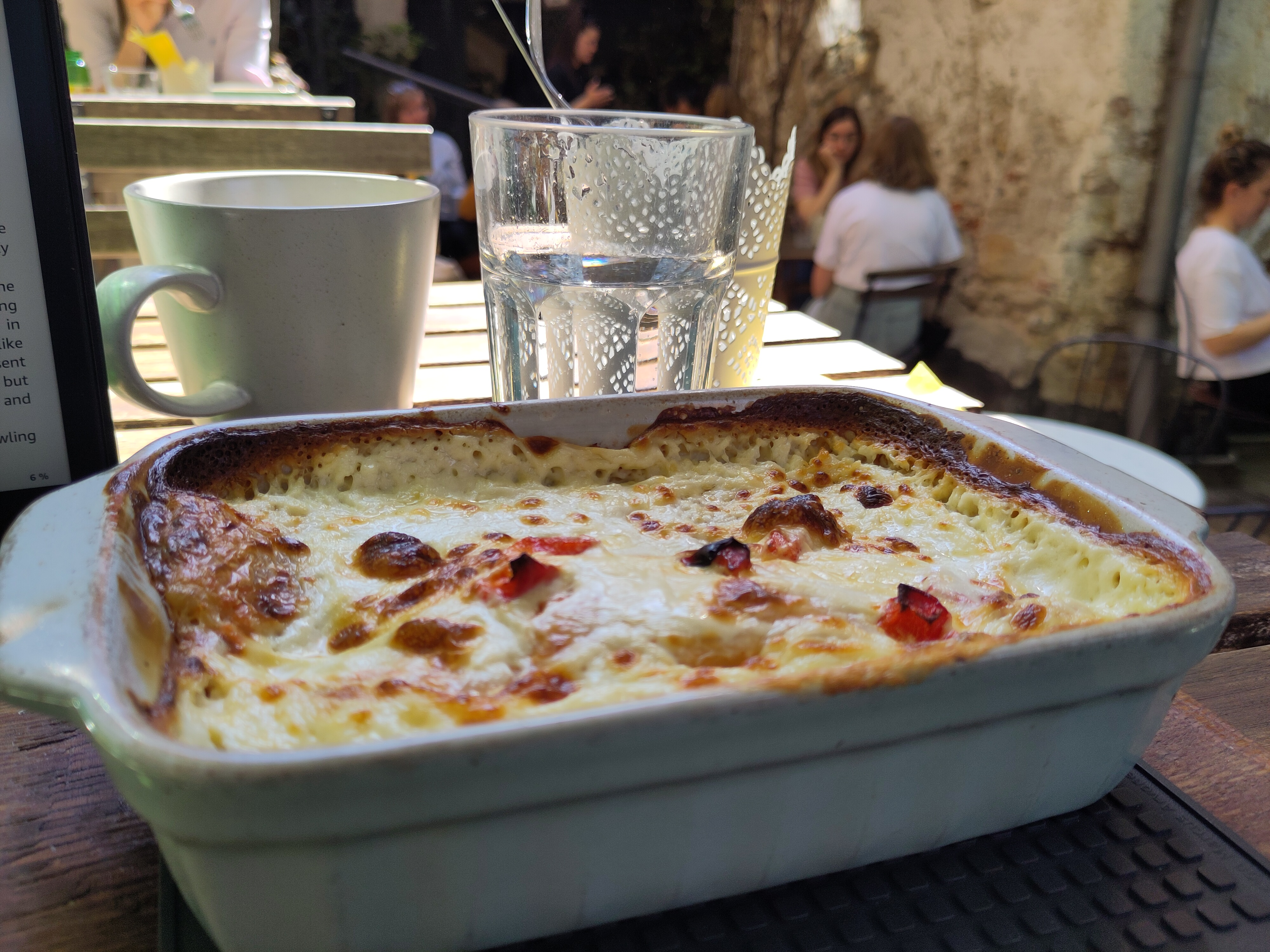
Запеченые штрукли

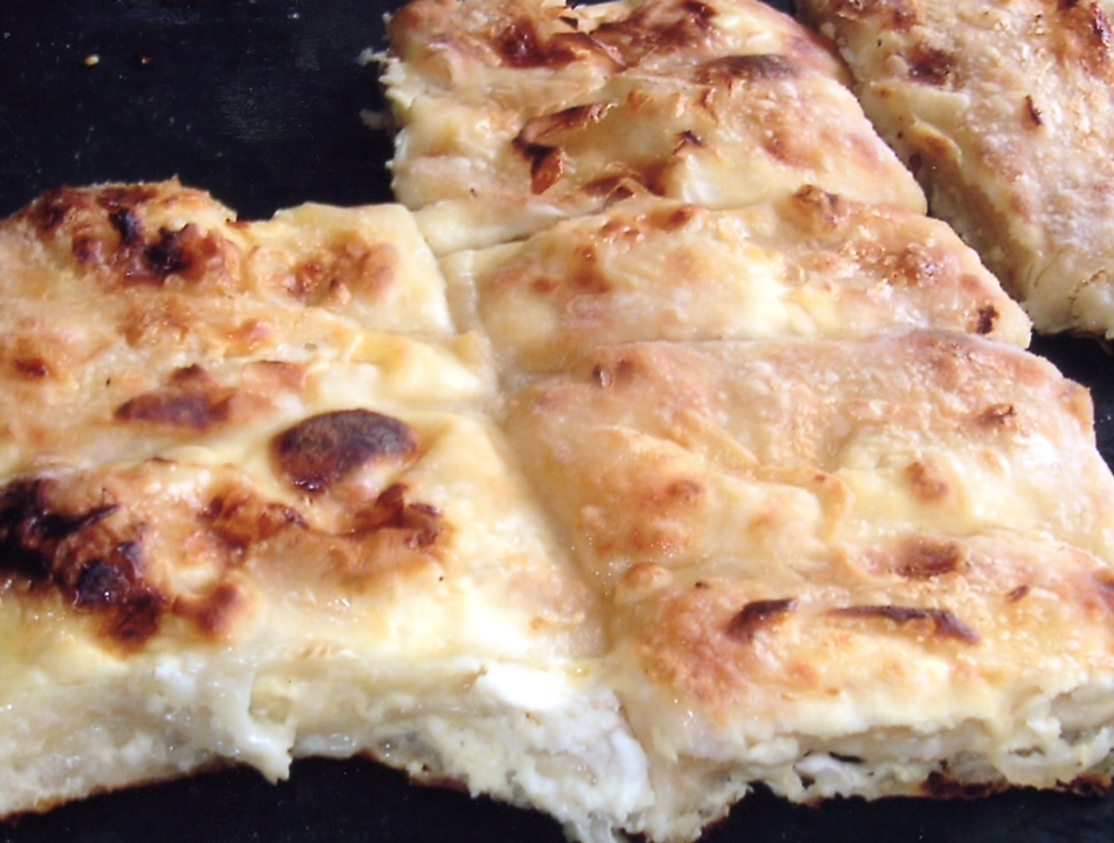
Штрукли

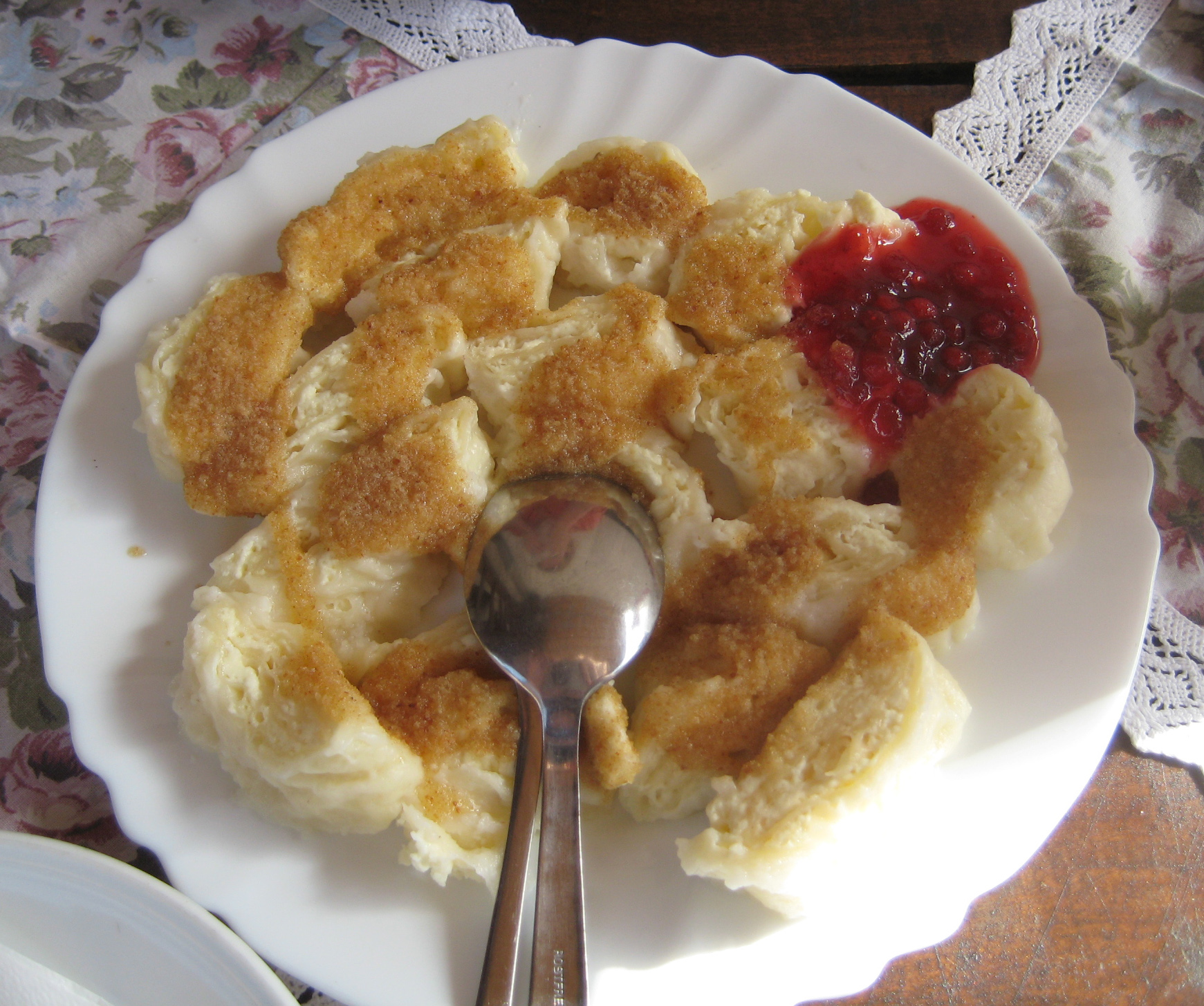
Творожные штрукли

Штрукли (словен. Štruklji ) — традиционное словенское блюдо. Штрукли известны в различных вариантах во всех провинциях и гастрономических регионах страны. В основном готовились к крупным совместным работам и праздникам.
Словенские штрукли тесно связаны с загорскими штруклями, традиционным хорватским блюдом.

## Определение и различие
Учитывая, что название štruklji (ед. ч. : štrukelj) может относиться как к одному блюду с разными названиями, так и к нескольким разным блюдам с одинаковым названием, различают:
- сытные блюда из различных видов нафаршированного и раскатанного теста, с солеными или сладкими начинками, которые готовятся вареными, запеченными или на пару,
- выпечка в квадратной форме для выпечки или миске целиком, часто разрезанная на более мелкие плоские кусочки,
- сытные блюда (штрудели), приготовленные из различных видов нафаршированного и раскатанного теста, с соленой или сладкой начинкой, которые выпекаются.

## Название
В Словении существует несколько диалектных названий для некоторых видов штруклей, но наиболее часто употребляемым является слово štrukelj, которое происходит от австрийско- немецкого слова (Strukel) и похожего немецкого слова ('Strudel', «заворачивать»), которое обозначает блюдо из завернутого теста.

## История
Первые свидетельства о приготовлении этого блюда относятся к XVI веку , когда в 1589 году придворный повар в Граце записал рецепт штруклей из вареного эстрагона. Вареные или запеченные штрукли также входили в монастырское меню. Утверждается, что оно стало традиционным праздничным блюдом буржуазии в XVII веке, в то время как утверждения о том, что крестьяне в деревнях наслаждались им как праздничным блюдом только с XIX века , не могут быть точными. В повседневное меню они вошли в начале XX века. Штрукли часто можно встретить в меню ресторанов и пабов в качестве гарнира к мясу и соусам или как самостоятельный десерт.

## Состав и способ приготовления
Первоначально штрукли готовили только из слоёного теста. Их готовили из белой муки, а позже из гречневой. Сегодня их также готовят из дрожжевого теста, слоёного теста, теста для лапши и картофеля. Штрукли готовят на пару, запекают и даже жарят. Штрукли различаются по способу приготовления, тесту и начинке (орехи, сыр, яблок). Начинки могут быть сладкими или солеными.